# Gaig de coroneta blava
El gaig de coroneta blava (Cyanolyca cucullata) és una espècie d'ocell de la família dels còrvids (Corvidae) que habita la selva humida i boscos de les muntanyes del sud-est de l'estat de San Luis Potosí, Hidalgo, Veracruz, Oaxaca, interior de Chiapas, Guatemala, oest d'Hondures, Costa Rica i oest de Panamà.